# Rockford (Illinois)
Rockford település az Amerikai Egyesült Államok Illinois államában, Winnebago megyében, melynek megyeszékhelye is. Lakosainak száma 148 655 fő (2020. április 1.).

## Népesség
A település népességének változása:

| 2010 | 152 871 |
| 2020 | 148 655 |

## Testvérvárosa
- Kolozsvár (2005 óta)[2]